# Chumbia
Chumbia, indijansko pleme iz Guerrero, Meksiko, koji su živjeli na području današnje općine Petatlán. plemena što su tamo živjela još od 11. stoljeća, uz njih i Cuitlatec i Panteca, pokorio je 1497. meksički vladar Ahuizotzin, utemeljivši provinciju Cihuatlán. Po dolasku Španjolaca Indijance je pokrstio Agustino Juan Bautista Moya, i osnovao 1550. grad Petatlán.
Jezik chumbia je nestao